# Kreinberg-Siedlung

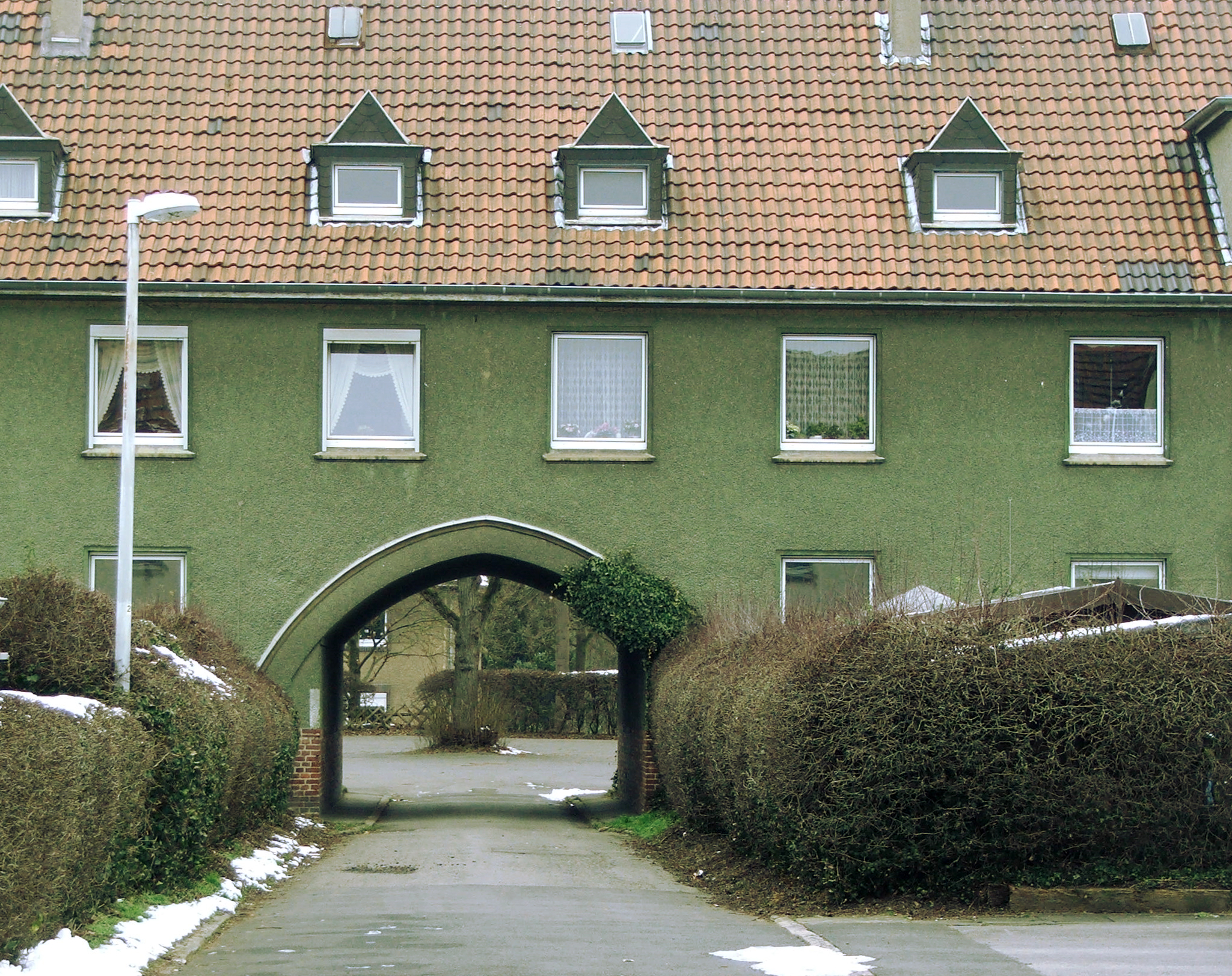
Typisches Haus in der Kreinberg-Siedlung

Die Kreinberg-Siedlung in Schwerte ist eine Werksiedlung für die Eisenbahner des nahen Ausbesserungswerkes. Die Siedlung ist nach dem Berg benannt, auf dem sie liegt. Sie bildet das Herzstück der heutigen Wohnlage Schwerte-Ost. 
1922 eröffnete das neue Eisenbahnausbesserungswerk Schwerte-Ost als Ersatz für mehrere alte Standorte, parallel zu den dortigen Bauarbeiten war 1920 mit dem Bau einer nahen Werkssiedlung begonnen worden. Im August 1921 konnten bereits die ersten Familien einziehen. Bis 1935 entstanden insgesamt fast 800 Wohnungen für über 3.000 Bewohner. Geplant wurde die Siedlung vom Reichsbahn-Oberrat Behnes, nach ihm ist eine Straße benannt. Vermittelt wurden die Wohnungen von der 1910 gegründeten und heute immer noch tätigen Eisenbahner-Wohnungsgenossenschaft (EWG). Neben den Ideen der Genossenschaft wurden auch Aspekte der Gartenstadtbewegung umgesetzt, einerseits in der Anordnung der Wohnblöcke und Freiflächen und andererseits durch Konsumanstalten und Sozialfürsorge. Die Wohnungen hatten eine große Wohnküche, ein Badezimmer, dazu zwei bis drei Zimmer. Zur Selbstversorgung gab es Gartenland mit einem Stall. 
Die Gaststätte Kreinberg mit Saalbau und Kegelbahn wurde 1930 errichtet und diente auch als Genossenschaftsheim.
Die 1938 durchgeführten Erweiterungen plante der Schwerter Architekt Carl Hermann Josef Schmitz.
Nach dem Zweiten Weltkrieg, den die Siedlung ohne Zerstörungen überstand, erweiterte man sie auf 1.000 Wohnungen für circa 4.000 Einwohner. 
2001 wurde die gesamte Siedlung unter Denkmalschutz gestellt. 
Die Straßennamen in der Siedlung gehen einerseits auf Flurbezeichnungen zurück, andererseits ehren sie bekannte Persönlichkeiten aus dem Lokomotivbau: Wittfeldweg (nach Gustav Wittfeld), Von-Borries-Weg (nach August von Borries) oder Garbepfad (nach Robert Garbe). Eine bauliche Besonderheit sind die beiden Tordurchfahrten der Straße Am Quickspring durch zwei große Mehrfamilienhäuser. Grund für diese Bauweise waren die im südlichen Bereich vorherrschenden Winde. Eine ähnliche Torsituation findet sich am östlichen Ende der Siedlung (Lichtendorfer Straße).